# Willem Adriaan Beelaerts van Blokland
Jhr. Willem Adriaan Beelaerts van Blokland ('s-Gravenhage, 1 januari 1883 – Oosterbeek, 22 augustus 1935) was historicus, genealoog en amateurarcheoloog, en een Nederlands politicus en griffier van de Eerste Kamer.

## Familie
Beelaerts was een zoon van jhr. mr. Gerard Jacob Theodoor Beelaerts van Blokland en Johanna Maria Kneppelhout van Sterkenburg. Zijn vader was lid en voorzitter van de Tweede Kamer. Beelaerts studeerde rechten in Leiden (1903-1910). Hij promoveerde op de dissertatie De praktijk van het leenrecht in Gelderland (1910). Hij was een broer van jhr. mr. Frans Beelaerts van Blokland en van jhr. Johannes Beelaerts van Blokland.
Beelaerts trouwde in 1910 met zijn schoonzus jkvr. Adriana Maria Catharina Snoeck (1881-1951) met wie hij zes kinderen kreeg; zijn zoon jhr. mr. Johan Anthony Beelaerts van Blokland (1924-2007) was getrouwd met de publiciste jkvr. Agnies Pauw van Wieldrecht (1927-2013).

## Loopbaan
Van 1916 tot 1921 was Beelaerts gemeenteraadslid van Wassenaar. In juni 1919 werd hij commies-griffier van de Eerste Kamer en in september 1927 griffier als opvolger van H. Zillesen. Dit bleef hij tot zijn overlijden in augustus 1935.
Nevenfuncties van Beelaerts waren secretaris van de Hoge Raad van Adel (1909-1924), lid van de Hoge Raad van Adel (1924-1935), hoogheemraad van het Hoogheemraadschap Rijnland en voorzitter van het Genealogisch-Heraldisch Genootschap "De Nederlandsche Leeuw".
Hij overleed in augustus 1935, 52 jaar oud. In de herdenking na zijn overlijden werden zijn ijver, alsmede zijn vriendelijkheid en hulpvaardigheid geprezen. Beelaerts was ridder in de Orde van de Nederlandse Leeuw (1930).
- Biografisch Portaal: 03255815
- Digitale Bibliotheek voor de Nederlandse Letteren: beel009
- Gemeinsame Normdatei: 140827323
- International Standard Name Identifier: 0000 0000 7735 8714
- Library of Congress Control Number: no2002103636
- Nederlandse Thesaurus van Auteursnamen: 07017105X
- Parlement.com: vg09lm063au2
- RKD-Nederlands Instituut voor Kunstgeschiedenis: 434115
- Virtual International Authority File: 11983560
- WorldCat: E39PBJk4FMYGpFTdmD7WhdGmBP